# Kazimir Hnatow
Kazimir Hnatow (Crusnes, 9 novembre 1929 – Vouillé, 16 dicembre 2010) è stato un calciatore francese, di ruolo centrocampista.

## Carriera
Giocò nella massima serie francese con le maglie di Metz, Stade Français e Angers.
Fu convocato per i Mondiali del 1958 in cui la Francia giunse al terzo posto ma non ebbe mai occasione di giocare alcuna partita in Nazionale.